# Kivulopa aequatorialis
Kivulopa aequatorialis är en insektsart som beskrevs av Jacobi 1910. Kivulopa aequatorialis ingår i släktet Kivulopa och familjen dvärgstritar. Inga underarter finns listade i Catalogue of Life.